# Næsebjørne
Næsebjørne (Nasua) er en slægt af halvbjørne-familien, der lever i Central- og Sydamerika. Slægten omfatter kun tre arter, herunder arten, der simpelthen hedder næsebjørn (Nasua nasua). Næsebjørnene er opkaldt efter deres karakteristiske lange snude. De har korte ører, kort pels og en lang busket hale.
Næsebjørne er altædende, men foretrækker insekter, firben og mus. Desuden spiser de frugt.

## Klassifikation
Slægt: Nasua
- Nasua narica
- Nasua nasua (Næsebjørn)